# Stanley Whittingham
Michael Stanley Whittingham (22 de diciembre de 1941, Reino Unido), conocido también como M. Stanley Whittingham o Stanley Whittingham, es un químico británico-estadounidense, reconocido (al lado de John B. Goodenough y Akira Yoshino) con el Premio Nobel de Química en 2019. Es profesor de química y director del Instituto para Investigación de Materiales y la Ciencia de Materiales, y también director del programa de ingeniería de la  Universidad de Binghamton, que forma parte de la Universidad Estatal de Nueva York.[cita requerida]

## Educación
Whittingham estudió entre 1951 a 1960 en Stamford School en Lincolnshire, después estudió química en New College, Oxford. En la Universidad de Oxford,  terminó su BA (1964), obtuvo su maestría en 1967 y su doctorado en 1968. Después de terminar sus estudios, fue becario postdoctoral en la Universidad de Stanford hasta 1972.[cita requerida]